# Lamborghini Terzo Millennio
La Lamborghini Terzo Millennio è una concept car prodotta dalla casa automobilistica italiana Lamborghini nel 2017.

## Descrizione

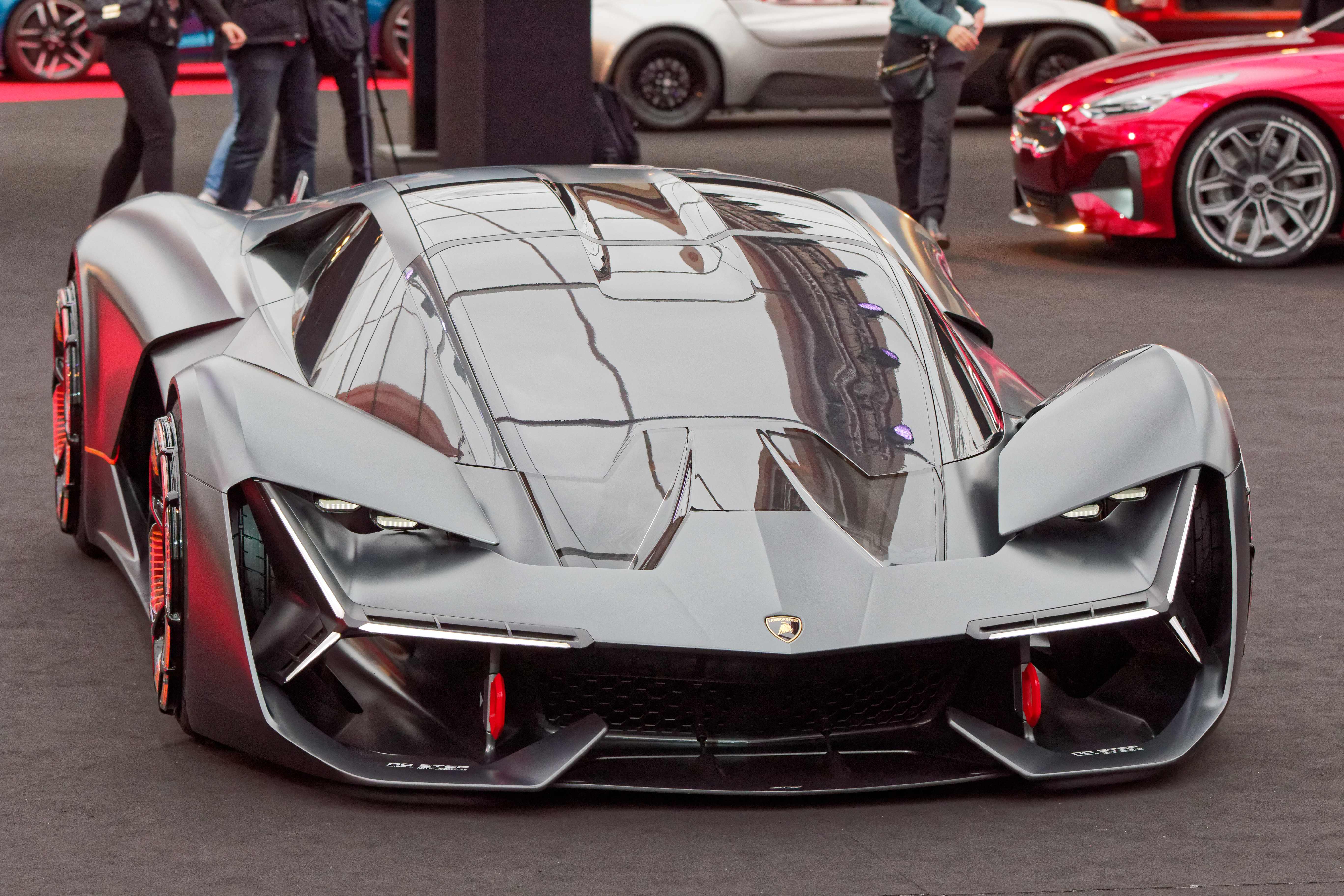
Dettaglio del frontale

Sviluppata in collaborazione con il Massachusetts Institute of Technology (MIT), è il primo prodotto di una partnership triennale stipulata tra le due istituzioni. La Terzo Millennio è stata presentata a novembre 2017 alla conferenza EmTech a Cambridge, in Massachusetts, negli Stati Uniti.
Il design della Terzo Millennio è stato creato dal designer Lamborghini Mitja Borkert. La tecnologia del veicolo è stata sviluppata dagli ingegneri della Lamborghini e dai professori e studenti del MIT.
La Terzo Millennio utilizza dei supercondensatori ad alta capacità al posto delle classiche batterie al litio, grazie alla loro maggiore capacità di immagazzinare e restituire rapidamente l'energia elettrica. Su ogni ruota è installato un motore elettrico, in modo che la quantità di coppia erogata e scaricata a terra dai motori elettrici possa essere controllata individualmente.
Esteticamente la vettura si caratterizza per un design estremamente aerodinamico, con la presenza di elementi di design a forma di Y (come i fari e i fanali posteriori), con i cerchi che si illuminano d'arancione. Tutta la vettura, sia per interni, telaio e carrozzeria viene realizzata in fibra di carbonio.